# Ś
Ś ، ś یکی از حرو الفبای لاتین است. این حرف ساخته شده از یک S با اکسان اگویی بر فراز آن است. این حرف در الفبای لهستانی و مونته‌نگروئی به کار می‌رود.
- در زبان‌های اسلاوی، Ś نشان‌دهندهٔ حالت کامی /s/ است.
- در زبان لهستانی نشان‌دهندهٔ آوای [ɕ] است.
- در نویسه‌گردانی زبان بلاروسی به جای сь،‏ /sʲ/  به کار می‌رود.
- در زبان‌های هندوآریایی نشان‌دهندهٔ [ʃ] است.
- نشان‌دهندهٔ س کامی در زبان لیدیایی است.
- در زبان نیاسامی نشان‌دهندهٔ آوای /ɬ/ است.

## منبع
Wikipedia contributors, "Ś," Wikipedia, The Free Encyclopedia, http://en.wikipedia.org/w/index.php?title=%C5%9A&oldid=541402879 (accessed June 24, 2014). 